# Johannes Bernardus van Asbeck

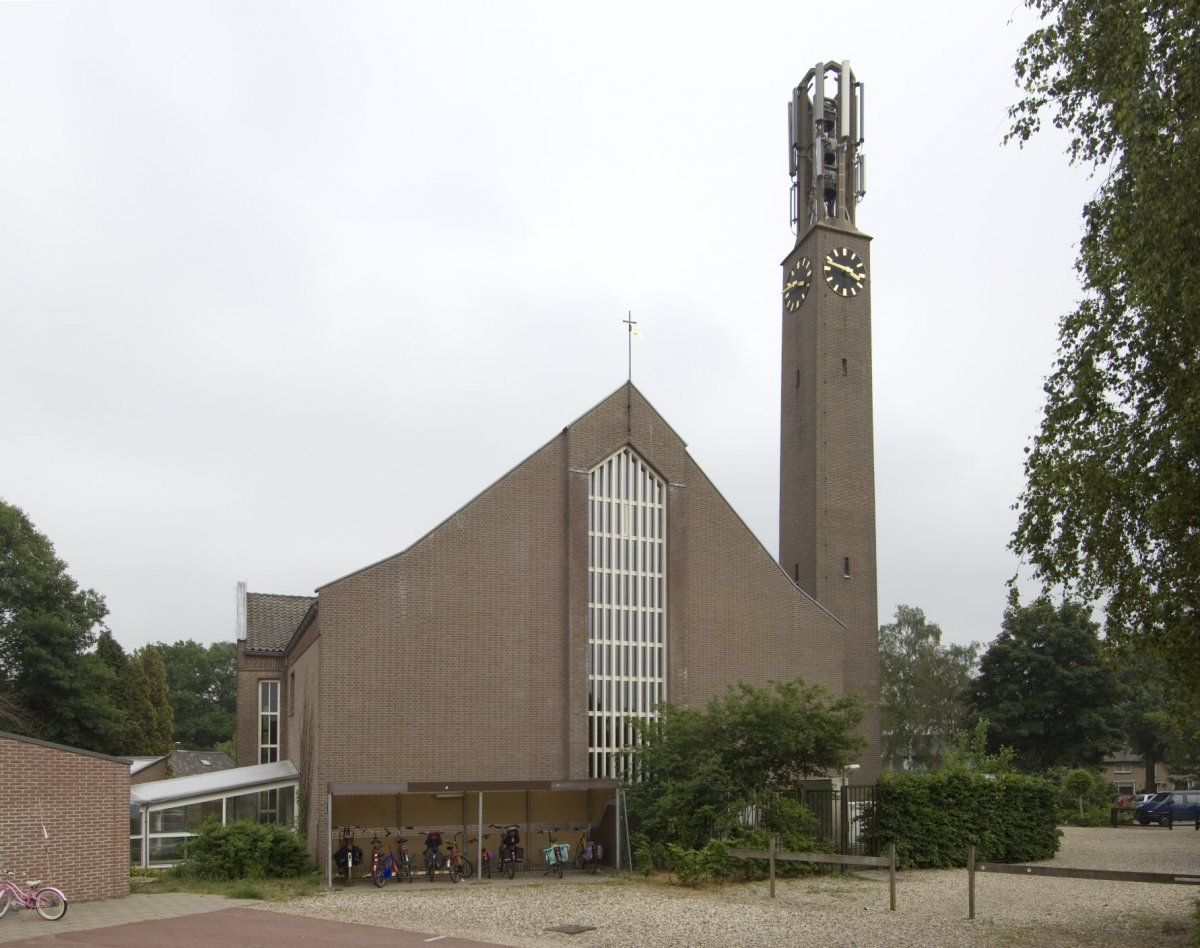
De Ontmoetingskerk in Eefde (1954)

Johannes Bernardus baron van Asbeck ('s-Gravenhage, 5 januari 1911 - Doorn, 30 december 2010) was een Nederlands architect en stedenbouwkundige.

## Biografie
Van Asbeck was lid van de adellijke familie Van Asbeck en een zoon van Herman Erwin baron van Asbeck (1870-1922), kapitein-luitenant-ter-zee, adjudant van prins Hendrik en van koningin Wilhelmina, en van Cornelia Maria de Beaufort (1884-1968). Hij trouwde in 1942 met jkvr. Johanna Louisa van Lennep (1918-2016), lid van de familie Van Lennep, met wie hij vijf kinderen kreeg.

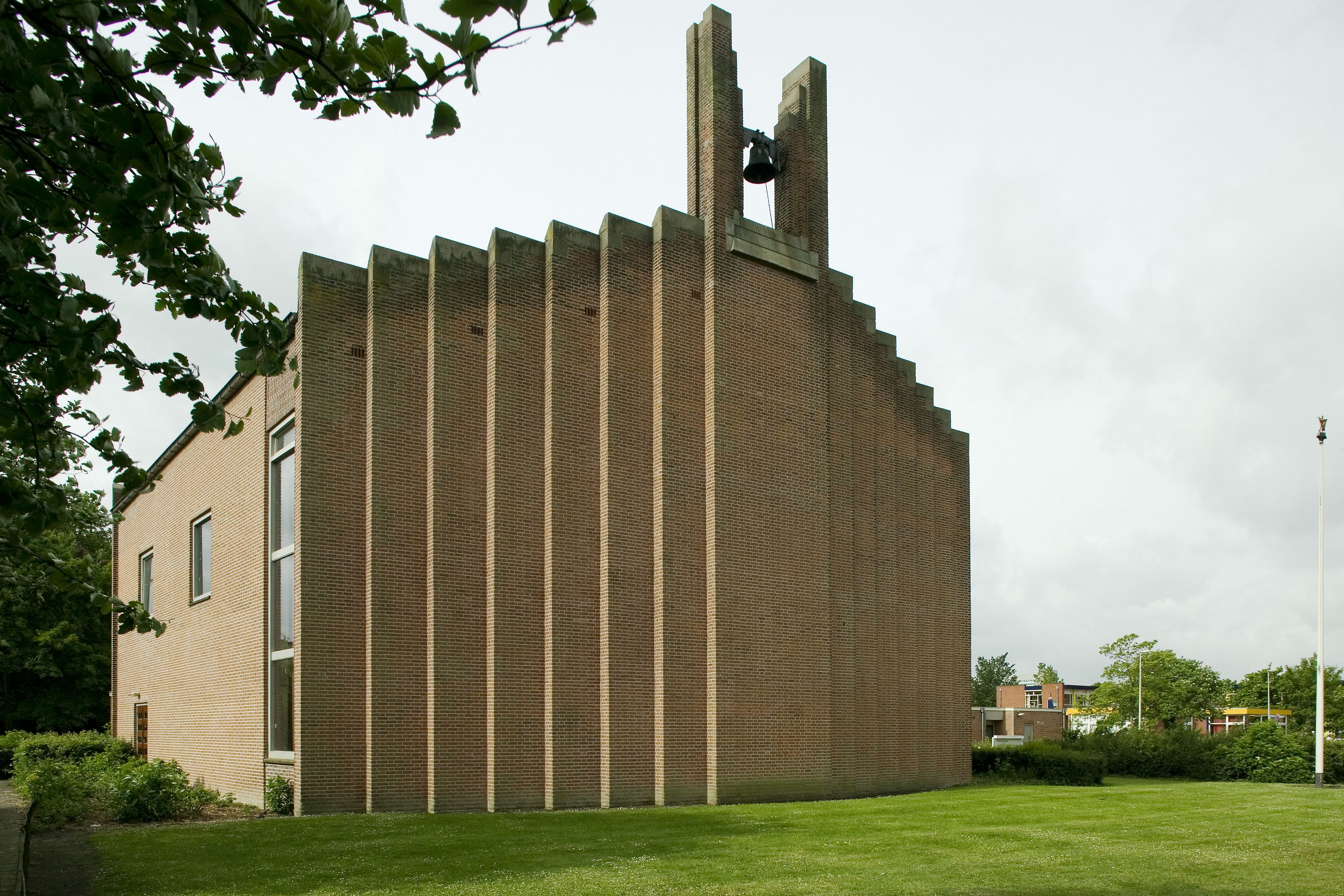
De Marcuskerk in Utrecht (1958)

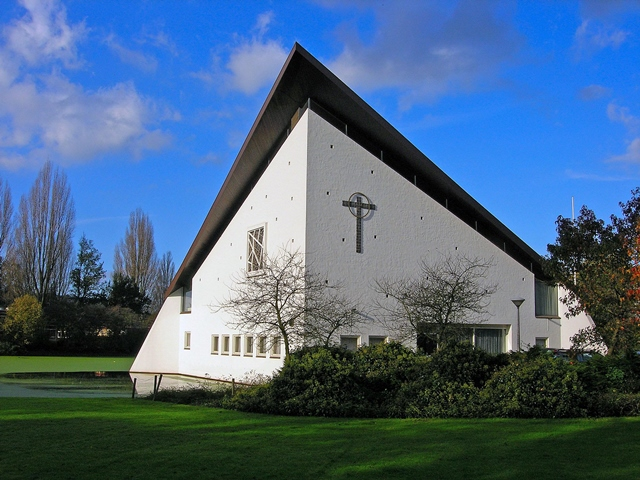
De Paaskerk in Amstelveen (1963)

Van Asbeck studeerde aan het begin van de Tweede Wereldoorlog af aan de Technische Hogeschool Delft als bouwkundig ingenieur, met onder anderen als leermeester prof. Marinus Jan Granpré Molière (1883-1972). Daarna werkte hij bij een architectenbureau en voor de Nederlandse Spoorwegen tot hij na de oorlog zijn eigen architectenbureau begon. Hij werd toen al snel gevraagd voor het restaureren van onder andere in de oorlog beschadigde kerkgebouwen. Vanaf 1954 kreeg hij opdrachten om zelf kerkgebouwen te ontwerpen. Tot de kerken behoren de Ontmoetingskerk te Eefde (1954), de Marcuskerk te Utrecht (1958) en de Paaskerk te Amstelveen (1963).
J.B. baron van Asbeck kreeg later vooral bekendheid als restauratie-architect waarbij hij verschillende landhuizen en kastelen restaureerde. Het bekendste werd misschien wel zijn restauratie van Paleis Het Loo in de jaren 1970. Maar hij werkte ook aan kasteel Eerde te Ommen, Slot Zuylen te Oud-Zuilen, Sparrendaal (Driebergen) en Slot Zeist. Tot op hoge leeftijd bleef hij actief. Hij ontwierp en bouwde in opdracht van prinses Christina der Nederlanden in de jaren 1980 Villa Eikenhorst in Wassenaar, die vervolgens van 2003 tot 2019 bewoond werd door kroonprins/koning Willem-Alexander en zijn gezin. Hij overleed te Doorn op bijna 100-jarige leeftijd.

## Werk[1]

### Kerken
- De Ontmoetingskerk te Eefde (1954)
- De Noorderkerk te Bilthoven (1955)
- De Ontmoetingskerk te Bennekom (1957)
- De Marcuskerk te Utrecht (1958)
- Kapel voor de Zonnegloren te Soest (1959)
- De Adventskerk te Eindhoven (1960)
- Kapel voor het Centrum voor Jeugdhulp te Maarsbergen (1962)
- De Paaskerk te Amstelveen (1963)
- De Ichthuskerk te Vlaardingen (1967)
- De Messiaskerk te Wassenaar (1967)

### Landhuizen
- Villa Eikenhorst te Wassenaar (1987)

### Restauratiewerk en aanpassingen
- Toevoeging glazen top Piramide van Austerlitz te Woudenberg
- Restauratie hervormde kerk te Kesteren (start 1945)
- Restauratie Heilige Catharinakerk te IJzendoorn (start 1945)
- Restauratie De Voorhof te Lexmond (start 1946)
- Restauratie hervormde kerk te Eethen (1946 en 1952)
- Restauratie hervormde kerk te Genderen (1946)
- Restauratie Waalse kerk te Arnhem (1947)
- Restauratie Laurentiuskerk te Mijnsheerenland (start 1955)
- Restauratie hervormde kerk te Piershil (1955 en 1968)
- Restauratie Koepelkerk te Arkel (1964)
- Restauratie Sparrendaal te Driebergen (1964)
- Restauratie Slot Zeist te Zeist (1969)
- Restauratie Paleis Het Loo te Apeldoorn (jaren 70)
- Restauratie kasteel Eerde te Ommen (datum onbekend)
- Restauratie Slot Zuylen te Oud-Zuilen (jaren 60-80)